# Liste von Sehenswürdigkeiten im Ruhrtal

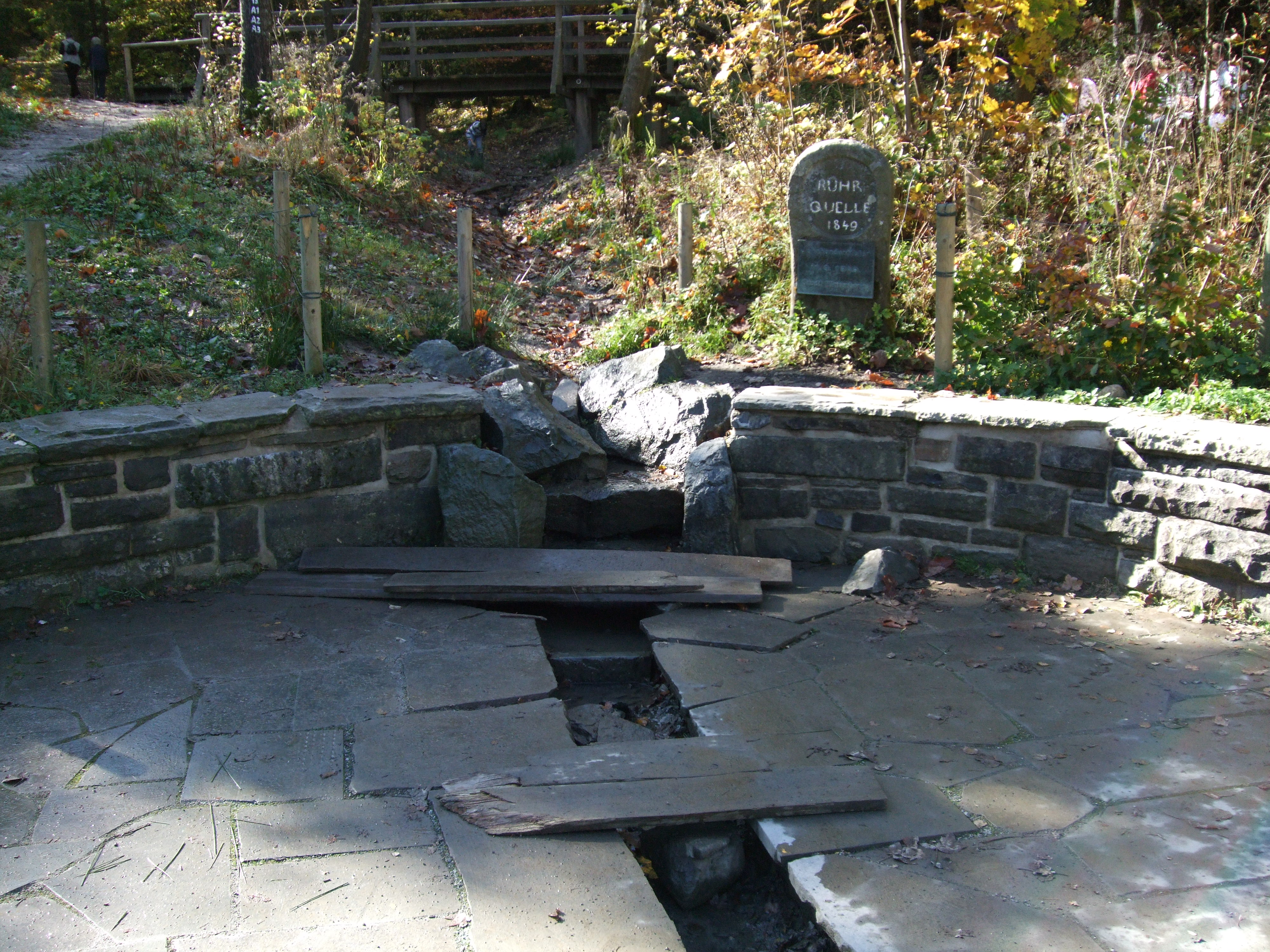
Ruhrquelle im Sauerland

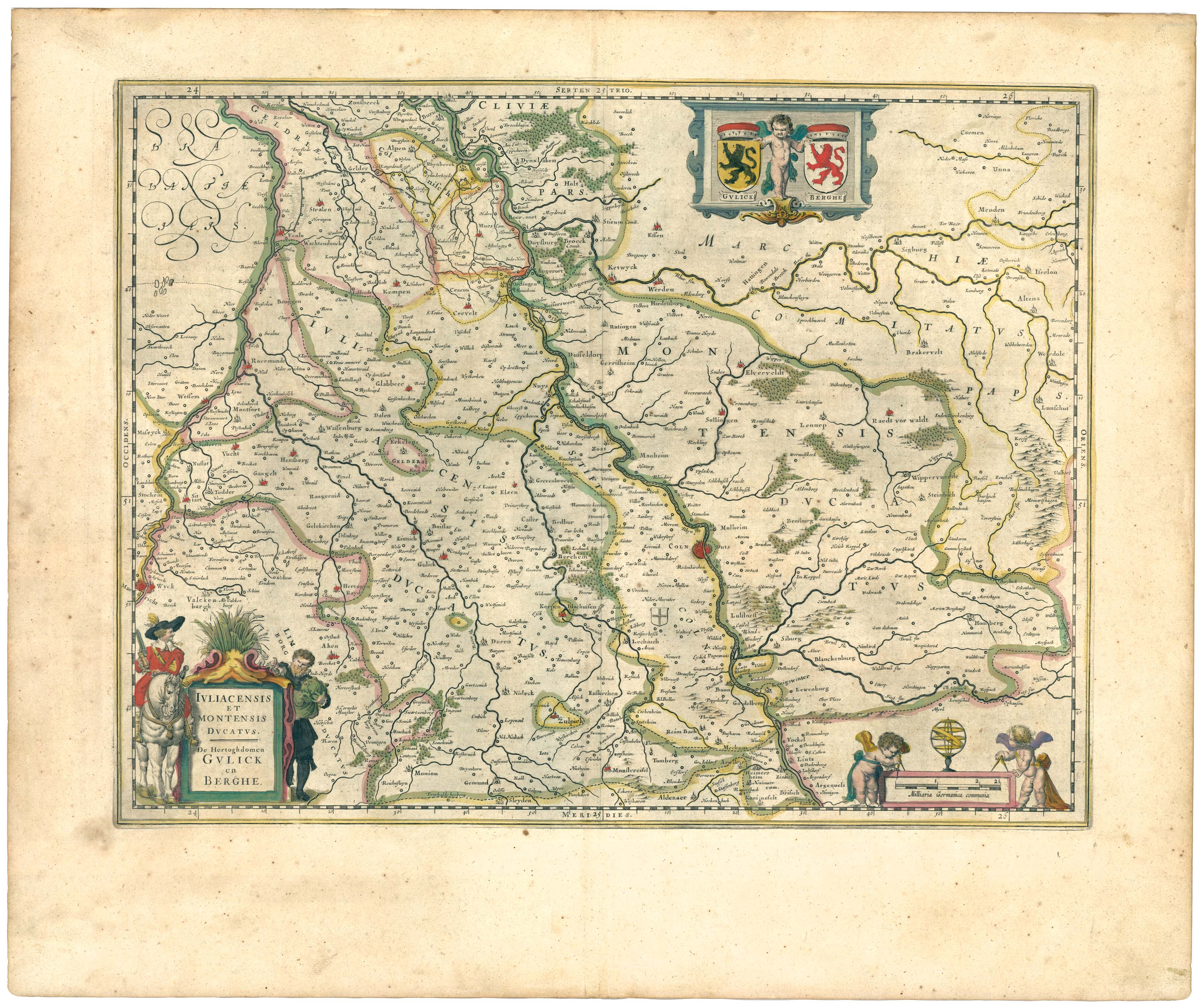
Untere Ruhr im Atlas Maior

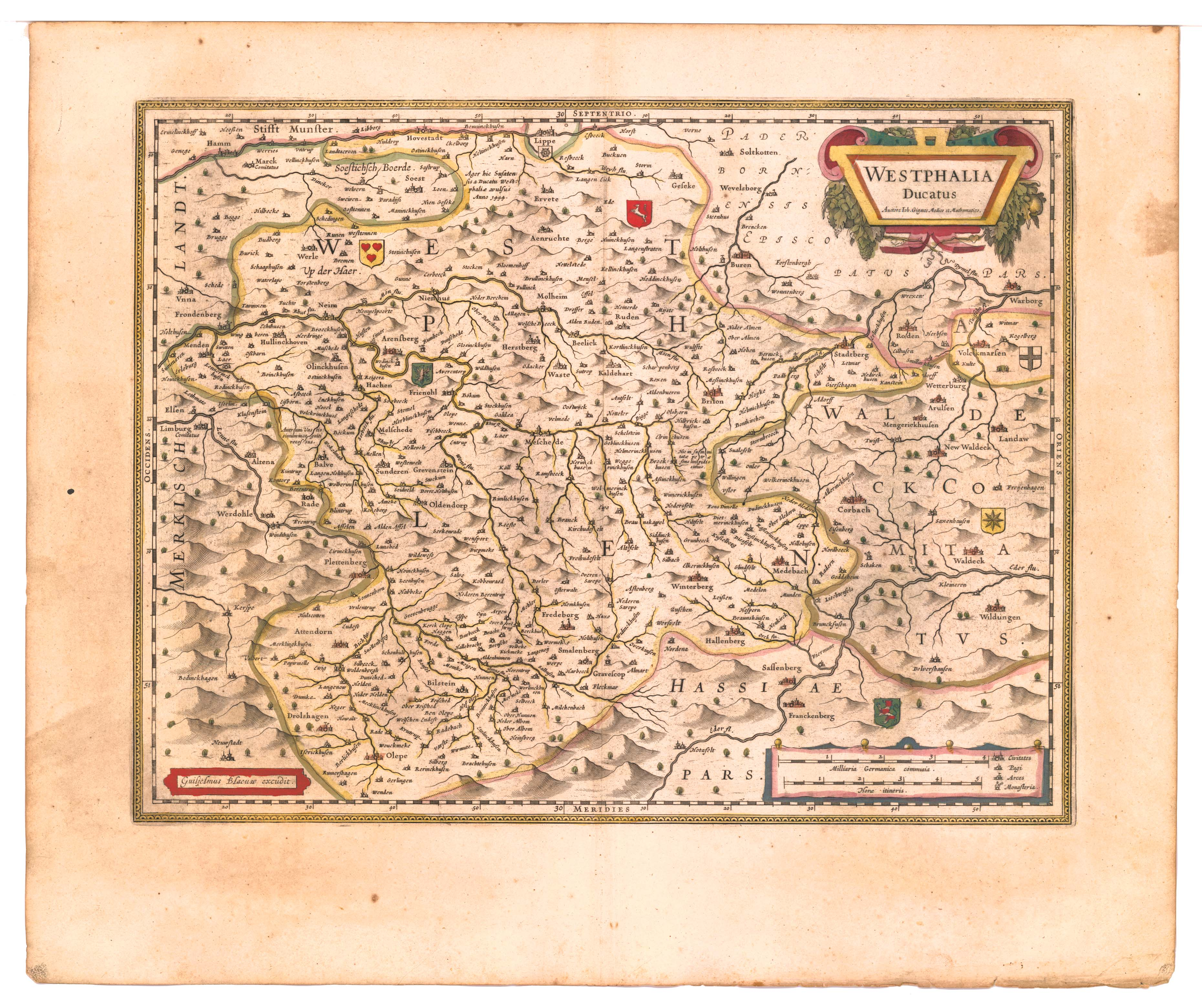
Herzogtum Westfalen

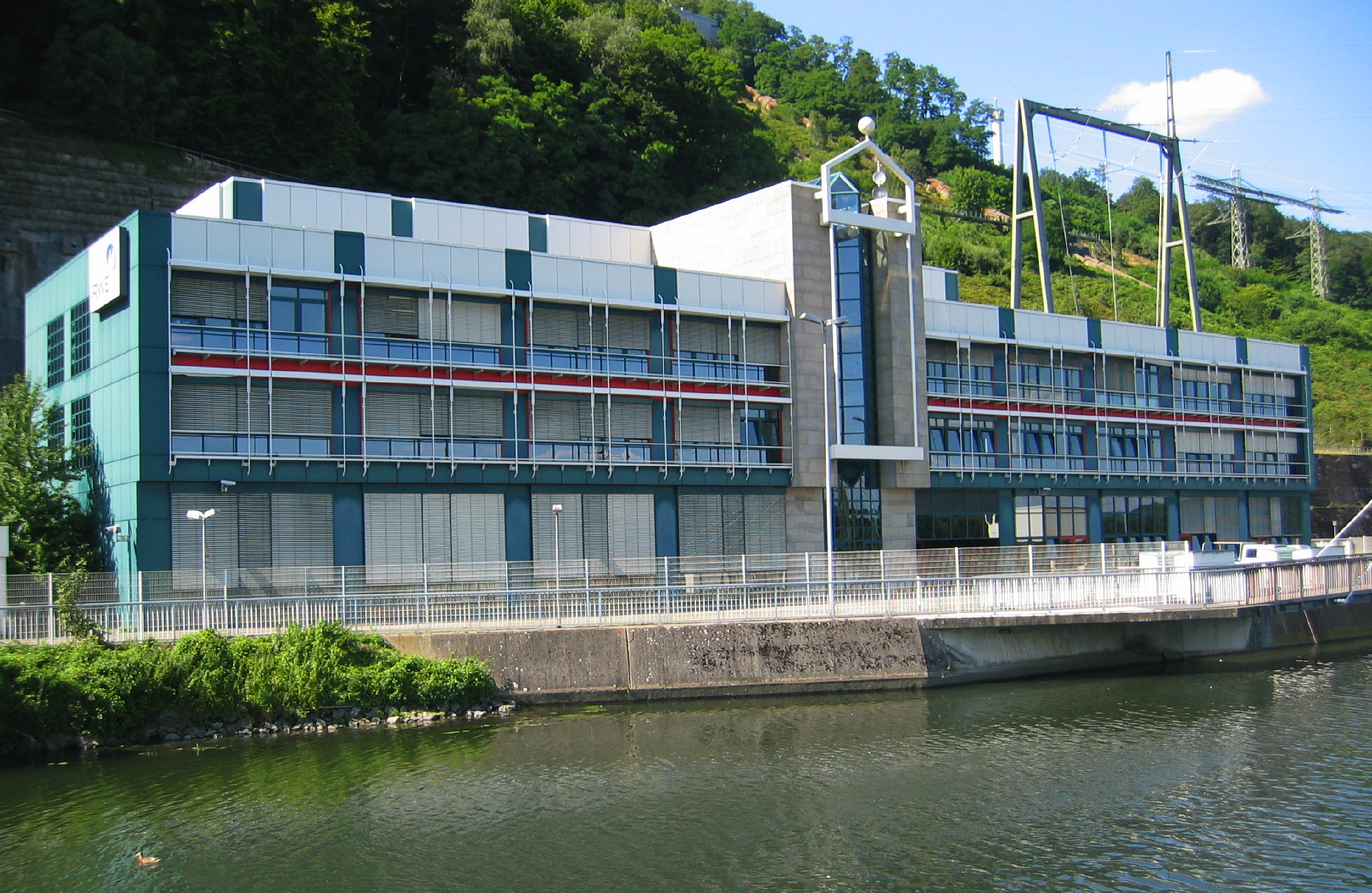
Kraftwerksgebäude am Hengsteysee (2008)

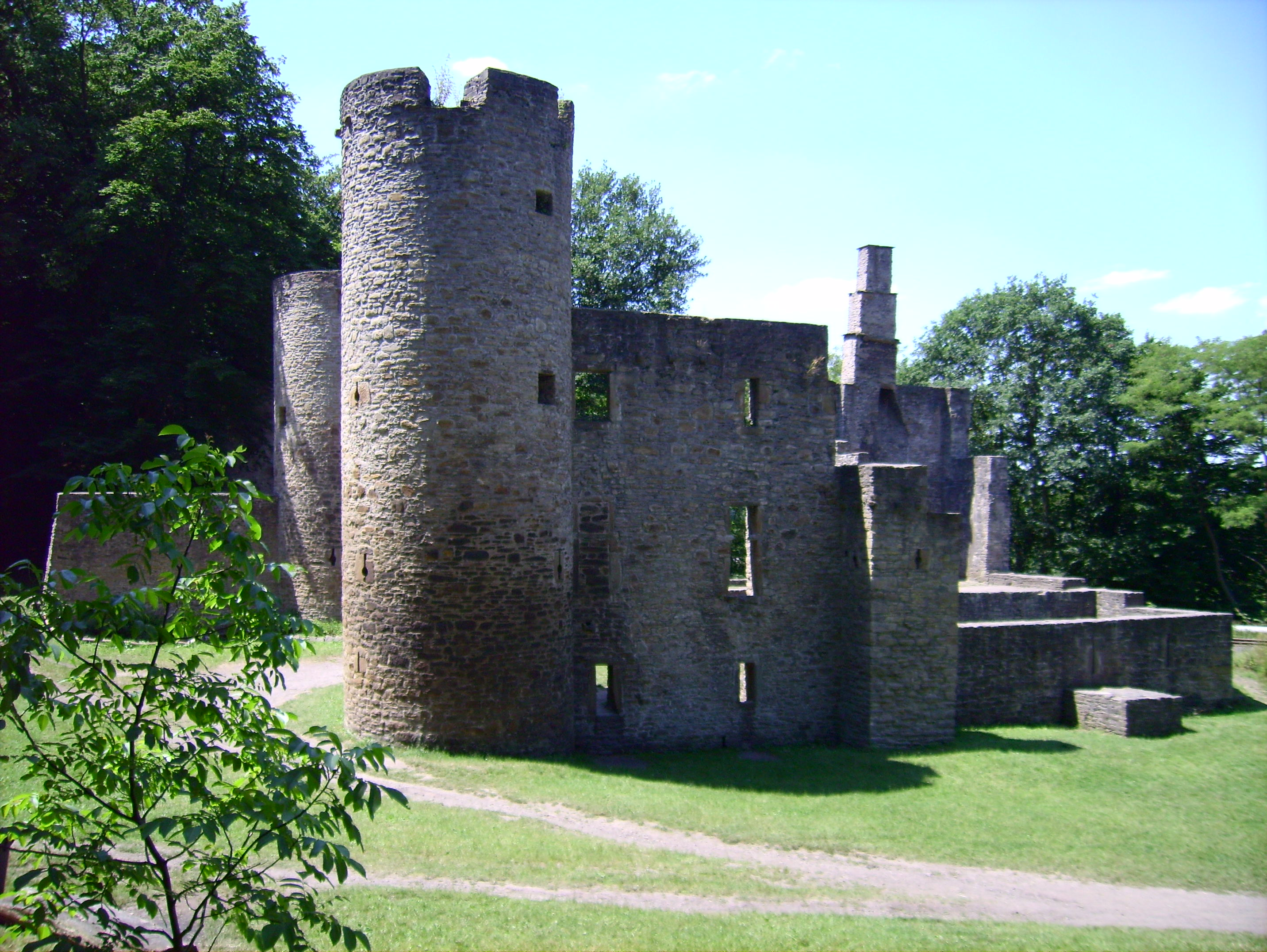
Burg Hardenstein, Witten

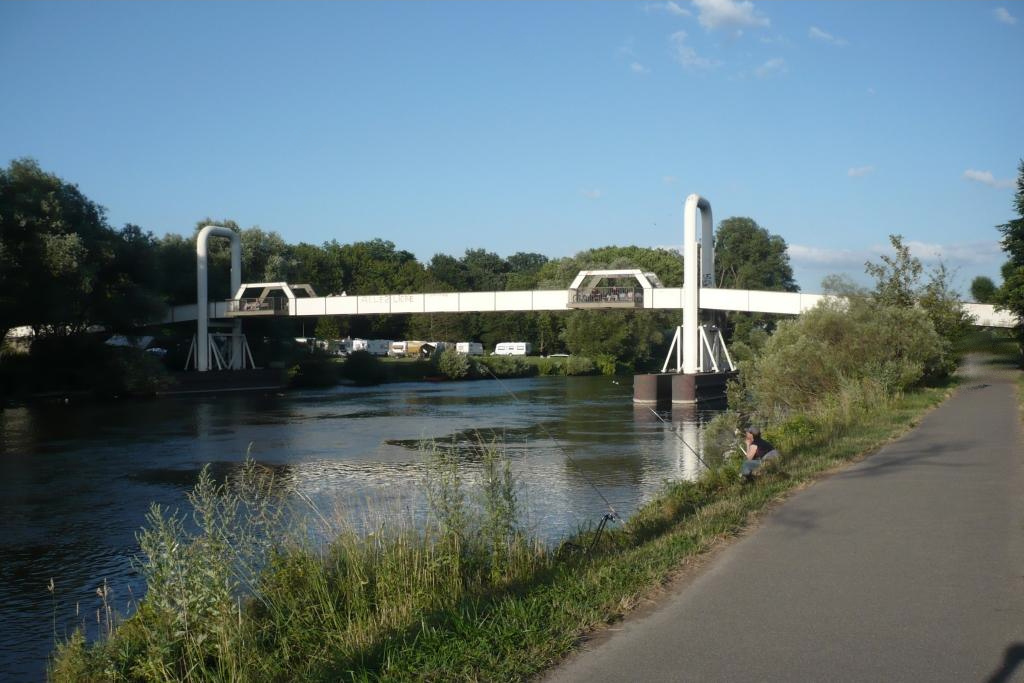
Schwimmbrücke Holtey, Essen

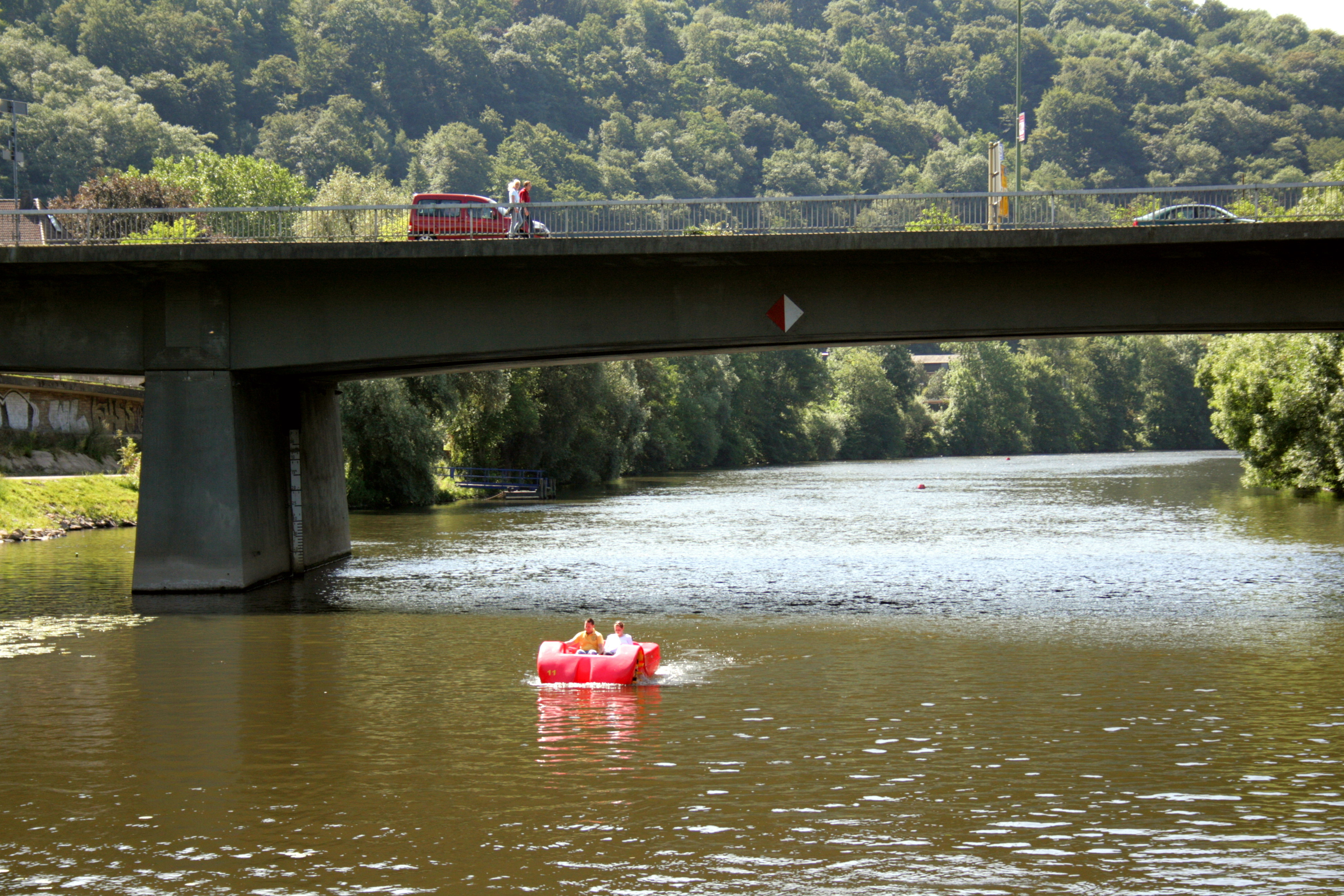
Ruhr bei Essen

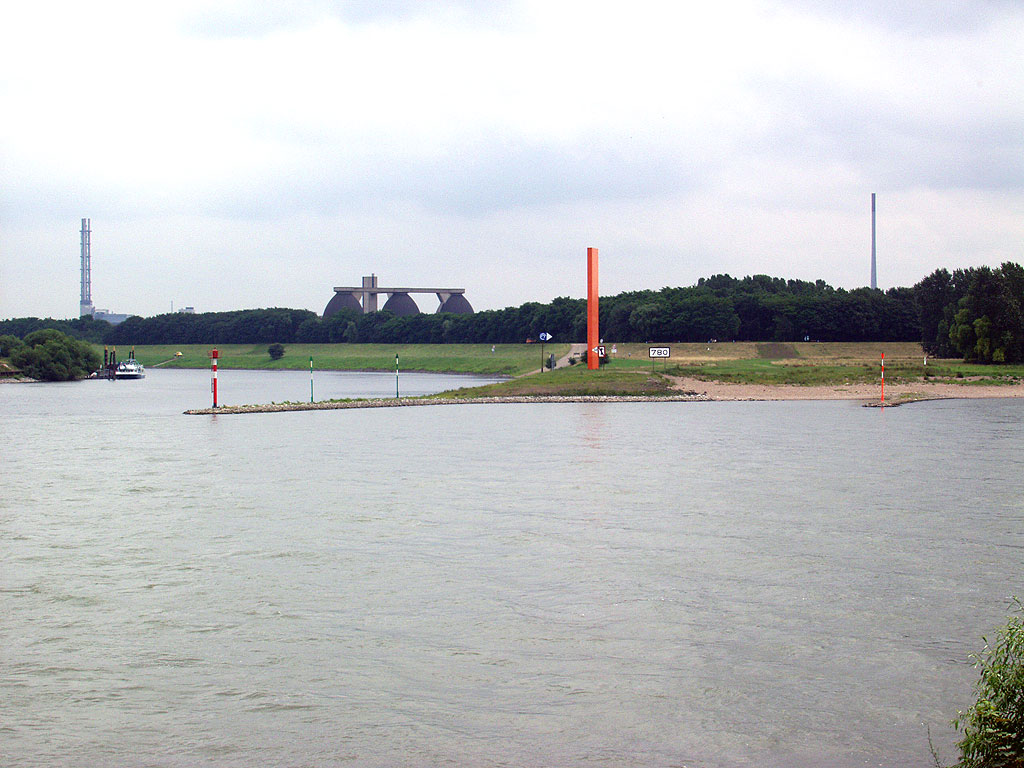
Rheinmündung mit Rheinorange

Die Sehenswürdigkeiten an der etwa 221 km langen Ruhr werden durch die Route der Industriekultur (insbesondere Geschichte und Gegenwart der Ruhr), den Ruhrhöhenweg, den RuhrtalRadweg, aber auch die Kaiser-Route erschlossen. Hierzu zählen unter anderem Schlösser, Burgen, Klöster, Kirchen, Mühlen, Schleusen, Fähren, Viadukte, Stauseen, Kraftwerke  und Zechen. Bei Hagen führt die Lenneroute entlang der Lenne, wichtigster Nebenfluss der Ruhr, die am Kahlen Asten, ebenfalls bei Winterberg, entspringt.
Wie viele historische Orte in Nordrhein-Westfalen sind einige auch mit Sagen verknüpft. Zu den historischen Territorien entlang des Ruhrtals zählen das Herzogtum Westfalen, die Grafschaft Arnsberg, die Grafschaft Mark, die Herrschaft Hardenberg, Reichsstift Werden, das Stift Essen, die Herrschaft Broich sowie das Herzogtum Jülich.
Johann Georg Kohl beschrieb 1851 die Unterteilung des Ruhrtals in drei Abschnitten: 

„(…) Man kann hiernach den Ruhrlauf in folgende natürliche Abschnitte theilen: 1.) Die obern Ruhrthäler bis zur Vereinigung bei Neheim und bis zur Mündung der Möhne; 2.) die mittlere Ruhr in einem breiten Thale mit mehreren kleinen Nebenflüssen bis zur Mündung der Lenne und zu der engen Thalpassage bei Herdecke; 3.) die untere Ruhr von der letzten Enge abwärts durch ein stets schmales Thal und mit ganz unbedeutenden Zuflüssen bis zur Mündung.“

Die Sehenswürdigkeiten und historischen Orte sind von der Ruhrquelle ausgehend bis zur Mündung sortiert. Die Abgrenzung ist strittig, denn das eigentliche Ruhrtal ist eine naturräumliche Einheit und umfasst nur das Tal des Flusses zwischen Witten-Heven und Mülheim an der Ruhr.

## Oberes Ruhrtal
- Niedersfeld
- Schloss Wildenberg
- Grimme-Denkmal
- Assinghausen
- Schloss Bruchhausen
- Bruchhauser Steine
- Bike Arena Sauerland
- Olsberg
- Schloss Antfeld
- Schloss Gevelinghausen
- Heimatmuseum Eversberg
- Burg Eversberg
- Hünenburg (Meschede)
- Meschede
- Abtei Königsmünster
- Kloster Galiläa
- Schloss Laer
- Stesser Burg
- Schiedlike Borg bei Freienohl
- Gut Bockum (Marienkapelle)
- Burg Wildshausen
- Kloster Rumbeck
- Schloss Arnsberg mit Schlossberg
- Stift Wedinghausen
- Landsberger Hof
- Rüdenburg
- Schloss Herdringen
- Freilichtbühne Herdringen
- Kloster Oelinghausen

## Mittleres Ruhrtal
- Burg Oldenburg
- Burg Fürstenberg
- Neheim
- Schloss Höllinghofen
- Haus Füchten
- Gut Oevinghausen
- Flugplatz Arnsberg-Menden
- Haus Echthausen
- Wildwald Voßwinkel
- Wickede
- Kloster Scheda
- Burg Hünenknüfer
- Kettenschmiedemuseum
- Fröndenberg
- Stiftskirche Fröndenberg
- Burg Ardey
- Haus Schoppe
- Schloss Dahlhausen
- Haus Opherdicke
- Haus Ruhr (Hengsen)
- Haus Villigst
- Hohensyburg
- Niedernhof
- Hengsteysee
- Koepchenwerk
- Laufwasserkraftwerk Hengstey
- Kraftwerk Stiftsmühle
- Herdecke

## Unteres Ruhrtal
- Freiherr-vom-Stein-Turm
- Viadukt Herdecke
- Zeche Kaysbergerbank
- Harkortsee
- Cuno-Kraftwerk
- Wasserschloss Werdringen
- Harkortturm
- Harkortberg
- Burg Wetter
- Wetter
- Gut Schönfeld
- Burg Volmarstein
- Gut Schede
- Haus Mallinckrodt
- Gut Obergedern
- Henriette-Davidis-Museum
- Berger-Denkmal
- Wasserkraftwerk Hohenstein
- Viadukt Witten
- Haus Witten
- Witten
- Schloss Steinhausen
- Zeche Nachtigall
- Bergbauwanderweg Muttental
- Burg Hardenstein
- Ruhrtal-Bahn
- Herbeder Schleuse
- Ruhrtalfähre
- Herbede
- Haus Herbede
- Freizeitzentrum Heveney
- Freizeitzentrum Kemnade mit dem Kemnader See, Bochum
- Zeche Gibraltar
- Haus Kemnade
- Stiepeler Dorfkirche
- Zeche Pfingstblume
- Burg Blankenstein
- Gethmannscher Garten
- Schleuse Blankenstein
- Burg Rauendahl
- Rauendahler Schiebeweg
- Henrichshütte
- Haus Bruch
- Stadt Hattingen
- Haus Kliff
- Birschel-Mühle
- Jüdischer Friedhof Hattingen
- Bahnhof Hattingen (Ruhr)
- Isenburg
- St.-Mauritius-Dom
- Burg Altendorf
- Zeche Dahlhauser Tiefbau
- Schwimmbrücke Dahlhausen
- Schleuse Dahlhausen
- Hasenwinkeler Kohlenweg
- Bahnhof Bochum-Dahlhausen
- Dr. C. Otto & Comp.
- Eisenbahnmuseum Dahlhausen
- Vryburg
- Haus Horst, Essen-Horst
- Villa Vogelsang
- Wasserkraftwerk Horster Mühle
- Zeche Wohlverwahrt
- Schwimmbrücke Holtey
- Holteyer Hafen
- Ludwig-Kessing-Park
- Glashütte Wisthoff
- Kurt-Schumacher-Brücke
- Essen-Steele
- Schleuse Spillenburg mit Schleusenhaus
- Schloss Schellenberg
- Rote Mühle
- Haus Heisingen
- Jagdhaus Schellenberg
- Haus Scheppen
- Korte-Klippe
- Alter Bahnhof Kupferdreh
- Hespertalbahn
- Baldeneysee
- Klusenkapelle
- Neue Isenburg
- Schloss Baldeney
- Villa Hügel
- Schleuse Neukirchen
- Brehminsel
- Gustav-Heinemann-Brücke
- Essen-Werden
- St.-Lucius-Kirche
- Kloster Werden
- Papiermühlenschleuse Werden
- Herrenburg
- Alteburg
- Kattenturm
- Schloss Oefte
- Eisenbahnbrücke Kettwig
- Kettwig
- Türkenquelle
- Kettwiger See
- Schloss Landsberg
- Schloss Hugenpoet
- St.-Laurentius-Kirche
- Ruhrtalbrücke Mülheim
- Zisterzienserinnenkloster Saarn
- Haus Ruhrnatur
- Wasserkraftwerk Kahlenberg
- Wasserbahnhof
- Ruhrschleuse Mülheim
- Schloss Broich
- Villa Schmitz-Scholl
- Mülheim an der Ruhr
- Aquarius-Wassermuseum
- Schloss Styrum
- Wasserkraftwerk Raffelberg
- Solbad Raffelberg
- Alstaden
- Zoo Duisburg
- Duisburg
- Duisburg-Ruhrorter Häfen
- Duisburger Innenhafen
- Ruhrort
- Rheinorange